# Rennes Étudiants Club volley
Pour les articles homonymes, voir Rennes Étudiants Club et REC.
Maillots
Le Rennes Étudiants Club volley, couramment abrégé en REC volley, est un club de volley-ball français évoluant en deuxième division. L'équipe masculine évolue en Pro B (deuxième division masculine) et l'équipe féminine évolue en Élite (deuxième division féminine). Le REC Volley est fondé en 1946 et est basé à Rennes (Ille-et-Vilaine).

## Historique
Fort d'à peu près 300 adhérents , le projet du club est de former les jeunes à la pratique compétitive. Il propose également des pratiques citoyennes du volley (volley loisir, baby volley, volley santé, volley dans les quartiers et centres pénitentiaires).
- 1946 : Fondation du club sous le nom de Rennes Étudiants Club.
- 1970 : Le REC masculin atteint le niveau national.
- 1971 : Le REC féminin atteint le niveau national.
- 1973 : Champion de France de Nationale 2, le club participe pour deux saisons au championnat de première division.
- 1981 : Champion de France de Nationale 3, montée en Nationale 2.
- 1987 : Le REC féminin en première division nationale.
- 1987 : Le REC devient un club pro.
- 1991 : Le REC masculin professionnel monte en ligue A.
- 1995 : L'équipe professionnelle masculine du REC est externalisée au Rennes Volley 35.
- 2001-2002 : Victoire en finale du championnat de Pro B masculin contre Avignon, 2 victoires à 1; Accession à la Pro A.
- 2008 : Création du Centre de Formation (CFC) masculin.
- 2017 : Classé 3e de Ligue B au terme de la saison régulière, le Rennes Volley gagne contre l'AS Cannes en finale des play-offs et remonte en Ligue A après trois saisons passées en deuxième division nationale[2].
- 2019 : Montée du REC féminin en Élite fédérale (second niveau national).
- 2020 : Le Rennes volley 35 dépose le bilan et disparait à l'issue de la saison[3]. Le Rennes Étudiants Club reprend le relais en Élite masculine (troisième division)[4].
- 2021 : Remontée du REC masculin en Ligue B (deuxième division masculine).
- 2025 : Victoire en Coupe de France Fédérale Masculine

## Palmarès
- Coupe de France Fédérale :
- Vainqueur (1) : 2025
- Coupe de France:
  - Vainqueur (1) : 2012
  - Finaliste (1) : 2016
- Championnat de France Ligue A (1e)
  - Quarts de finaliste (6) : 2005, 2010, 2011, 2012, 2013, 2019
- Championnat de France Ligue B (2e)
  - Vainqueur (1) : 2002
  - Finaliste (2) : 2000, 2016
- Championnat Élite (3e)
  - Finaliste (1) : 2021
- Supercoupe de France
  - Finaliste : 2012

## Bilan par saison
| Saison                                                            | Division              | Saison régulière              | Phase finale                       | Coupe de France                    | Coupes d'Europe                                                         |
| Rennes Etudiants Club                                             | Rennes Etudiants Club | Rennes Etudiants Club         | Rennes Etudiants Club              | Rennes Etudiants Club              | Rennes Etudiants Club                                                   |
| ----------------------------------------------------------------- | --------------------- | ----------------------------- | ---------------------------------- | ---------------------------------- | ----------------------------------------------------------------------- |
| 1990-1991                                                         | Nationale 1B (2e)     | ?                             | ?                                  | ?                                  | -                                                                       |
| 1991-1992                                                         | Nationale 1A (1er)    | 10e/10                        | -                                  | ?                                  | -                                                                       |
| 1992-1993                                                         | Nationale 1B (2e)     | ?                             | ?                                  | ?                                  | -                                                                       |
| 1993-1994                                                         | Nationale 1A (1er)    | 11e/12                        | -                                  | ?                                  | -                                                                       |
| 1994-1995                                                         | Nationale 1A (1er)    | 10e/12                        | 2e/4 - poule de relégation         | ?                                  | -                                                                       |
| 1995-1996                                                         | Nationale 1A (1er)    | 9e/12                         | 1e/4 - poule de relégation         | ?                                  | -                                                                       |
| 1996-1997                                                         | Pro A (1er)           | 13e/14                        | 3e/3 - poule de relégation C       | ?                                  | -                                                                       |
| 1997-1998                                                         | Nationale (2e)        | ?                             | ?                                  | ?                                  | -                                                                       |
| 1998-1999                                                         | Pro B (2e)            | 6e/12                         | 3e/4 - Poule B                     | ?                                  | -                                                                       |
| 1999-2000                                                         | Pro B (2e)            | 2e/12                         | 1e/4 - Poule B Finaliste           | Quart de finale                    | -                                                                       |
| 2000-2001                                                         | Pro B (2e)            | 2e/12                         | Défaite en barrage Pro A/Pro B     | 16e de finale                      | -                                                                       |
| 2001-2002                                                         | Pro B (2e)            | 1er/12                        | 1e/4 - Poule A Champion            | 16e de finale                      | -                                                                       |
| 2002-2003                                                         | Pro A (1er)           | 9e/14                         | -                                  | 8e de finale                       | -                                                                       |
| 2003-2004                                                         | Pro A (1er)           | 12e/14                        | -                                  | 16e de finale                      | -                                                                       |
| 2004-2005                                                         | Pro A (1er)           | 8e/14                         | Quarts de finale                   | 8e de finale                       | -                                                                       |
| 2005-2006                                                         | Pro A (1er)           | 11e/14                        | -                                  | 16e de finale                      | -                                                                       |
| 2006-2007                                                         | Pro A (1er)           | 10e/14                        | -                                  | 8e de finale                       | -                                                                       |
| Rennes Volley 35                                                  |                       |                               |                                    |                                    |                                                                         |
| 2007-2008                                                         | Pro A (1er)           | 6e/14                         | -                                  | 8e de finale                       | -                                                                       |
| 2008-2009                                                         | Pro A (1er)           | 11e/14                        | -                                  | Demi-finaliste                     | -                                                                       |
| 2009-2010                                                         | Ligue A (1er)         | 8e/16                         | Quarts de finale                   | 8e de finale                       | -                                                                       |
| 2010-2011                                                         | Ligue A (1er)         | 5e/14                         | Quarts de finale                   | Demi-finaliste                     | -                                                                       |
| 2011-2012                                                         | Ligue A (1er)         | 6e/14                         | Quarts de finale                   | Vainqueur                          | Challenge Cup (3e) : Quarts de finale                                   |
| 2012-2013                                                         | Ligue A (1er)         | 8e/14                         | Quarts de finale                   | Quarts de finale                   | Coupe de la CEV (2e) : 16e de finale Challenge Cup (3e) : 16e de finale |
| 2013-2014                                                         | Ligue A (1er)         | 14e/14                        | -                                  | Quarts de finale                   | -                                                                       |
| 2014-2015                                                         | Ligue B (2e)          | 6e/14                         | Quarts de finale                   | 8e de finale                       | -                                                                       |
| 2015-2016                                                         | Ligue B (2e)          | 1er/8                         | Finaliste                          | Finaliste                          | -                                                                       |
| 2016-2017                                                         | Ligue B (2e)          | 3e/11                         | Vainqueur des play-offs            | 16e de finale                      | -                                                                       |
| 2017-2018                                                         | Ligue A (1er)         | 11e/12                        | Vainqueur des play-offs de Ligue B | 16e de finale                      | -                                                                       |
| 2018-2019                                                         | Ligue A (1er)         | 4e/13                         | Quarts de finale                   | Demi-finaliste (4e)                | -                                                                       |
| 2019-2020                                                         | Ligue A (1er)         | 3e/14 Compétition interrompue | Compétition interrompue            | 8e de finale                       | Challenge Cup (3e) : Demi-finaliste Compétition interrompue             |
| Liquidation de la section professionnelle - Rennes Etudiants Club |                       |                               |                                    |                                    |                                                                         |
| 2020-2021                                                         | Elite (3e)            | 1er/11 - Poule A              | Finaliste                          | Pas de compétition                 | -                                                                       |
| 2021-2022                                                         | Ligue B (2e)          | 8e/11                         | Quarts de finale                   | 2e tour                            | -                                                                       |
| 2022-2023                                                         | Ligue B (2e)          | 4e/12                         | Quarts de finale                   | 1e tour                            | -                                                                       |
| 2023-2024                                                         | Ligue B (2e)          | 12e/12                        | -                                  | 1e tour                            | -                                                                       |
| 2024-2025                                                         | Elite (3e)            | 1e/9                          | 2e de Playoffs                     | Vainqueur Coupe de France Fédérale | -                                                                       |

Légende : 1er ,2e ,3e : échelons de la compétition

## Historique des logos

Logo de 2007 au 28 octobre 2010
Logo du 28 octobre 2010 à juillet 2018
Logo entre juillet 2018 et 2020
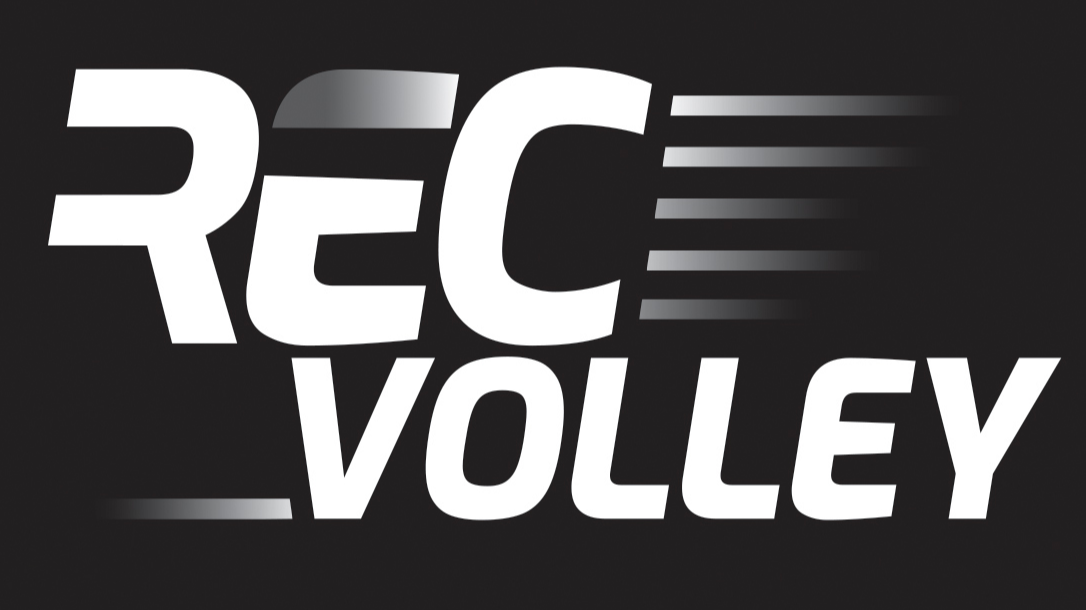
Logo entre 2020 et 2022
Logo depuis 2023

## Equipe réserve
Depuis 2018, l'équipe réserve masculine du club évolue au plus haut niveau amateur du volley-ball français.
Depuis 2021, l'équipe réserve féminine du club évolue au plus haut niveau amateur du volley-ball français.
| Saison    | Niveau | Division masculine | Niveau | Division féminine |
| --------- | ------ | ------------------ | ------ | ----------------- |
| 2016-2017 | 3      | Élite              | 3      | Nationale 2       |
| 2017-2018 | 4      | Nationale 2        | 3      | Nationale 2       |
| 2018-2019 | 2      | Ligue B            | 3      | Nationale 2       |
| 2019-2020 | 3      | Élite              | 2      | Élite             |
| 2020-2021 | 2      | Ligue B            | 2      | Élite             |
| 2021-2022 | 2      | Ligue B            | 2      | Élite             |
| 2022-2023 | 2      | Ligue B            | 2      | Élite             |